# El gos dels Baskerville (pel·lícula de 1959)
El gos dels Baskerville (títol original en anglès: The Hound of the Baskervilles), és una pel·lícula britànica dirigida per Terence Fisher, estrenada el 1959. Ha estat doblada al català.

## Argument[2]
El famós detectiu Sherlock Holmes i el seu fidel doctor Watson són cridats per resoldre una espantosa maledicció que des de fa dos-cents anys persegueix la rica família dels Baskerville, delmada per un monstruós gos tret de l'infern, des que sir Hugo de Baskerville va matar una pagesa en l'any 1790. Però l'hereu actual arriba de Johannesburg, Sud-àfrica i no creu en aquesta llegenda.

## Repartiment
- Peter Cushing: Sherlock Holmes
- André Morell: el Doctor Watson
- Christopher Lee: Sir Henry Baskerville
- Marla Landi: Cecile
- David Oxley: Sir Hugo Baskerville
- Francis De Wolff: El Doctor Mortimer
- Miles Malleson: Bishop
- Ewen Solon: Stapleton
- John el Mesurier: Barrymore
- Helen Goss: Sra. Barrymore
- Sam Kydd: Perkins
- Michael Hawkins: Lord Caphill
- Judi Moyens: la minyona
- Michael Mulcaster: el presoner
- David Birks: el serviteur

## Al voltant de la pel·lícula[3]
- Adaptació pels estudis Hammer de la famosa novel·la de sir Arthur Conan Doyle, un dels clàssics del cinema britànic que ha fet bullir generacions de cinèfils.
- Algunes de les versions cinematogràfiques de El gos dels Baskerville
  - 1939 - EUA, direcció Sidney Lanfield, amb Basil Rathbone, Nigel Bruce
  - 1959 - GB, direcció Terence Fisher, amb Peter Cushing, Christopher Lee
  - 1972 - EUA, direcció Barry Crane, amb Stewart Granger, William Shatner
  - 1978 - GB, direcció Paul Morrissey, amb Dudley Moore, Peter Cook
  - 1983 - GB, direcció Douglas Hickox, amb Ian Richardson, Martin Shaw
- El rodatge es va desenvolupar de setembre a octubre de 1958 als estudis Bray, així com a Chobham Common i Frensham Ponds, al comtat de Surrey.
- És el primer llargmetratge que posa en escena les aventures de Sherlock Holmes filmat en color. El gos dels Baskerville és també la primera pel·lícula de l'actor Michael Hawkins.
- La Hammer havia previst inicialment crear una nova franquícia de diverses pel·lícules amb Peter Cushing en el paper del famós detectiu, però els seguidors de la companyia no van acceptar l'absència de monstres i la idea va ser abandonada.
- Alguns anys més tard, el director Terence Fisher va dirigir una nova aventura del detectiu Sherlock Holmes, aquesta vegada interpretat per Christopher Lee, en Sherlock Holmes et le collier de la mort (1962). Pel que fa a Peter Cushing, reprendrà el seu personatge el 1968 en una sèrie de televisió britànica  Sherlock Holmes  estrenada el 1964-1965, així com el 1984 al telefilm Les Masques de la mort.

## Critiques
- "Aquesta nova edició d'una de les cèlebres novel·les de Conan Doyle conserva tot el seu atractiu per als nombrosos amics del famós detectiu. Aquí és revaloritzada per les decoracions d'un vell castell clàssic, els colors de clar de lluna... La interpretació és excel·lent."[4]
- "Aquesta pel·lícula és més un exercici d'estil (d'altra banda molt encertat) que una obra realment palpitant. Construïda com una pel·lícula policíaca d'estil "Whodunit", es preferirà la descripció en colors molt bonics dels paisatges nocturns i dels interiors del castell al desenvolupament de la trama, a que falta singularment vigor i convicció."[5]